# Teritorijalna obrana
Teritorijalna obrana (kratica TO)  bila je dio jedinstvenih oružanih snaga SFR Jugoslavije, odnosno najširi oblik "organizovanja radnih ljudi i građana za oružanu borbu", sa zadaćom nadzora i nazočnosti na cijelom teritoriju SFR Jugoslavije.

## Povijest
Teritorijalna obrana je formirana 1969. kao sastavni dio doktrine opće narodne obrane i društvene samozaštite (ONO i DSZ). Uloga TO je bila mobilizacija muškog i ženskog stanovništva koji bi sudjelovali u obrani države. U slučaju rata, između 1 do 3 milijuna ljudi u dobi od 15 do 65 godina bi se borilo pod zapovjedništvom Teritorijalne obrane kao neregularna vojska ili gerilska skupina. U mirnodopskim uvjetima, oko 860.000 pripadnika TO je bilo uključeno u obuku i druge aktivnosti. Kako je i izvorno formirana, TO je bila iznimno decentralizirana i neovisna. Njezine postrojbe su bile organizirale i osnovale partije i vlasti u republikama, autonomnim pokrajinama i općinama, a njihovi zapovjednici su odgovarali najbližem zapovjedništvu JNA.
 Temeljna načela TO-a su bila organizacija obrane na osnovu općina, koristeći lokalno osoblje, te koristeći načela naoružanog naroda koji su bila popularni vojni nauk SFR Jugoslavije. Naoružanje TO obično je bilo drugorazredno u odnosu na ono što je koristila JNA, a ono se skladištilo u općinskim skladištima. U TO nadležni su bili posebno plaćene osobe koje su bile zadužene za oružje, organizaciju i ljudstvo.

### Pod kontrolom JNA
Tijekom 1970-ih su se pojavljivale napetosti između Teritorijalne obrane i JNA jer je postojala mogućnost da jedna od republika centralizira svoje TO jedinice te iz njih razvije svoju nacionalnu vojsku koja bi se mogla suprotstaviti JNA. Ovo je kulminiralo 1980. kada je osnovano Vijeće za Teritorijalnu obranu koje je bilo pod kontrolom saveznog sekretara za narodnu obranu. Dodatne izmjene su učinile da republički i pokrajinski zapovjednici TO jedinica budu direktno odgovorni glavnom stožeru JNA. Uz to, časnici JNA koji su bili u aktivnoj službi su preuzimali zapovjedništvo nad jedinicama TO diljem zemlje što je značilo da će u slučaju rata Teritorijalna obrana djelovati pod vodstvom JNA, osim u slučaju borbe na teritoriju koji kontrolira neprijatelj. Unatoč gubitku kontrole nad Teritorijalnom obranom, republike i autonomne pokrajine su i dalje snosile teret njihovog financiranja.a Tijekom 1980-ih procijenjeno je da na održavanje TO odlazi 1% ukupnog bruto nacionalnog dohotka.

### Struktura i oprema
Koncept Teritorijalne obrane se fokusirao na malim lako naoružanim pješačkim jedinicama koje bi izvodile obrambene akcije na poznatom lokalnom terenu. Tipična jedinica je bila veličine satnije, a organizirane su u preko 2000 općina ili lokalnih tvornica. Ove snage bi se borile u svojim mjestima prebivališta štiteći lokalne tvornice koje su bile važne za obranu te na taj način doprinosile tijeku rata. TO je uključivala i neke veće i teže opremljene jedinice koje su imale veće odgovornosti. Bataljuni i pukovnije su koristili stariju topničku opremu, protuzračne topove te zastarjela oklopna vozila. Koristeći svoju mobilnost i taktičku inicijativu ove jedinice bi pokušale stvoriti pritisak i probleme neprijateljskim kolonama oklopnjaka i zračnim prijetnjama koji bi izvodili napade na manje jedinice TO.

U prioblanim područjima Teritorijalna obrana je imala i pomorske zadatke. U sklopu podrške mornaričkim akcijama, korištene su neke zastarjele topovnjače. Pomorske snage su organizirane kako bi štitile strateška područja i mornarička postrojenja u priobalju od neprijateljskih desanata i napada s mora. Također su obučavani neki ronioci koji bi izvodili sabotaže.
Jedna od prednosti teritorijalne obrane je u tome što je većina njezinih muških članova svojedobno služila vojni rok JNA te su tako stekli predznanje o rukovanju s oružjem i ratovanju. Drugi članovi koji nisu bili u JNA su pohađali osnovnu obuku prije nego što su uključeni u sastav svoje lokalne jedinice.

### Domovinski rat
Oduzimanjem/predajom oružja iz hrvatske TO u JNA, prisililo je novu hrvatsku vladu stvoriti nove teritorijalne vojne postrojbe i time pooštrilo već zategnute odnose s pobunjenim srpskim stanovištvom unutar Hrvatske, te s JNA i Srbijom, jer je to oružje završilo u mnogim općinama s većinskim srpskim stanovništvom u Hrvatskoj, i koristili su ga pobunjenici u agresiji na Republiku Hrvatsku.